# Municipio de Averasboro
El municipio de Averasboro (en inglés: Averasboro Township) es un municipio (división administrativa de tercer orden) ubicado en el  condado de Harnett, en el estado estadounidense de Carolina del Norte. Tiene una población estimada, a mediados de 2019, de 12,991 habitantes.

## Geografía
El municipio de Averasboro se encuentra ubicado en las coordenadas 35°20′25.81″N 78°35′19.51″O / 35.3405028, -78.5887528.